# Въздвижение на Светия кръст (Сяр)
„Въздвижение на Светия кръст“ (на гръцки: Ιερός Ναός Τιμίου Σταυρού) е православна църква в източномакедонския град Сяр (Серес), Егейска Македония, Гърция, енорийски храм на Сярската и Нигритска епархия на Вселенската патриаршия.

## История
Църквата е разположена на улица „Георгиос Папандреу“ № 19. Църквата е построена върху по-стар храм, разрушен в 1990 година, като са запазени само северната и южната стена. В архитектурно отношение е трикорабна базилика с женска църква. В 2000 година е изписана апсидата с Богородица Ширшая небес. През април 2006 година е започната мозайката. Храмът е осветен на 10 септември 2006 година от митрополит Теолог Серски. През октомври 2009 година започва изписването на страничните кораби на наоса. В женската църква има два параклиса – „Света Екатерина“ и „Свети Арсений“.